# Прыжки в воду на летних Олимпийских играх 1956
Соревнования по прыжкам в воду на летних Олимпийских играх 1956 года проводились среди мужчин и женщин.

## Общий медальный зачёт
| Место | Страна  | Золото | Серебро | Бронза | Всего |
| ----- | ------- | ------ | ------- | ------ | ----- |
| 1     | США     | 3      | 4       | 2      | 9     |
| 2     | Мексика | 1      | 0       | 1      | 2     |
| 3     | Канада  | 0      | 0       | 1      | 1     |

## Медалисты

### Мужчины
| Дисциплина   | Золото                 | Серебро            | Бронза                 |
| ------------ | ---------------------- | ------------------ | ---------------------- |
| Трамплин 3 м | Роберт Клотворси США   | Дональд Харпер США | Хоакин Капилья Мексика |
| Вышка        | Хоакин Капилья Мексика | Гари Тобиан США    | Ричард Коннор США      |

### Женщины
| Дисциплина   | Золото            | Серебро                | Бронза                     |
| ------------ | ----------------- | ---------------------- | -------------------------- |
| Трамплин 3 м | Пэт Маккормик США | Джинни Станьо США      | Ирен Макдональд Канада     |
| Вышка        | Пэт Маккормик США | Юнона Стовер-Ирвин США | Паула Джин Майерс-Поуп США |